# Mort de Beethoven

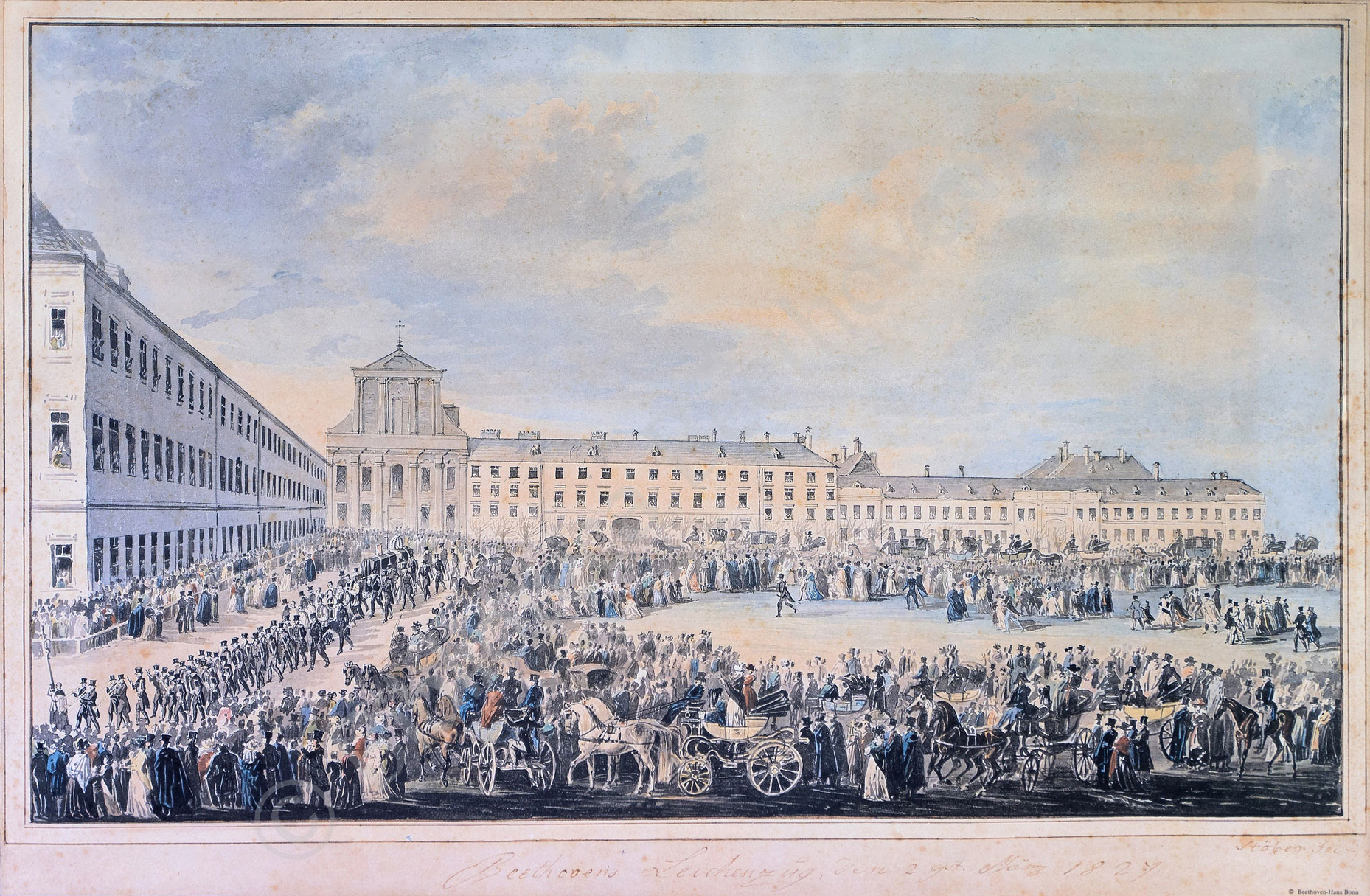
El funeral de Beethoven segons Franz Xaver Stöber (1795–1858)

La mort de Ludwig van Beethoven es va produir el 26 de març de 1827 després d'una malaltia prolongada. Va succeir en presència d'una dona i el seu amic Anselm Hüttenbrenner, que va donar una descripció vivencial del moment. El funeral de Beethoven va tenir lloc tres dies més tard, i a la processó hi va assistir una gran multitud. Va ser enterrat al cementiri de Währing, però l'any 1888 les seves restes van ser traslladades al Zentralfriedhof (Cementiri central) de Viena.
Els comentaris de Hüttenbrenner s'ha utilitzat per explicar els motius de la resistència i la ira de Beethoven en els seus darrers moments. Les últimes paraules de Beethoven i la causa exacta de la mort de Beethoven també han estat objecte d'amplis debats.

## Malaltia final
Beethoven va patir un deteriorament de la seva salut durant els últims anys de la seva vida, moment que forma part de l'anomenat "període tardà" quan va produir algunes de les seves obres més valorades. L'última obra que va poder completar va ser el moviment final que substituí del Quartet de corda núm. 13, ja que considerava necessari substituir la difícil Große Fuge. Poc després, al desembre de 1826, la malaltia va empitjorar, i patí episodis de vòmits i diarrea que gairebé van posar fi a la seva vida.
Com es va veure que Beethoven no es recuperaria, els seus amics es van reunir per fer-li costat. Els metges de Beethoven van realitzar quatre operacions menors per alleujar l'ascites (inflor abdominal) El 24 de març se li va donar els seus últims sagraments, i el 26 de març va quedar inconscient i va morir. Tot i que probablement a la casa hi havia el germà de Beethoven i alguns amics, Hüttenbrenner informa en el seu escrit de 1860 que només ell i la cunyada de Beethoven, "Frau von Beethoven", eren presents a la cambra en el moment de la mort. Per alguns autors, sorprèn la presència de l'odiada cunyada prop de Beethoven i ho atribueixen a un error de Hüttenbrenner i que la dona fos la seva criada, Sali.

## Darreres paraules
Les últimes paraules dites per Beethoven eren "Llàstima, llàstima, massa tard!", quan se li va dir que havia rebut un regal de dotze ampolles de vi del seu editor. Una creença comuna era que les seves últimes paraules van ser "Plàudite, amici, comèdia finita est"("Aplaudiu, amics, la comèdia ha acabat"), la conclusió típica de les actuacions de Commedia dell'arte italiana; això va ser negat específicament per Hüttenbrenner en les seves notes de 1860.
El biògraf de Beethoven, AW Thayer, recollí les notes de Hüttenbrenner sobre de la mort de Beethoven. L'informe del testimoni ocular de Hüttenbrenner pot donar a entendre que Beethoven "va sacsejar el puny al cel" moments abans de morir. Però són impossibles de verificar qualsevol altres detalls com, per exemple, l'estat emocional del moribund, detalls que es passen per alt o són considerats com a irrellevants per part dels actuals estudiosos de Beethoven.

## Autòpsia

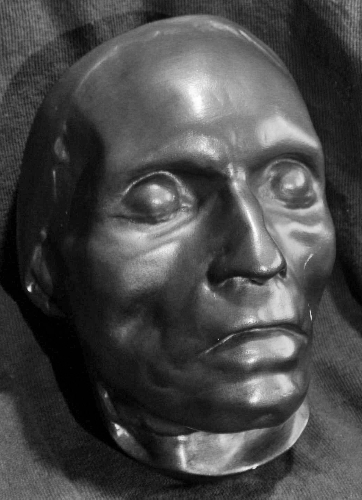
Màscara mortuòria, per Josef Dannhauser

L'autòpsia va ser realitzada el 27 de març 1827 pel Dr. Johann Wagner. Encara que no és clar qui la va ordenar, una petició específica de Beethoven en el seu Testament de Heiligenstadt pot haver tingut un paper en la decisió. L'autòpsia va revelar un fetge encongit i severament cirròtic, i l'ascites és una conseqüència comuna. Els experts no estan d'acord sobre si el dany hepàtic de Beethoven va ser el resultat del consum excessiu d'alcohol, d'una infecció hepàtica, o tots dos. L'hepatitis B i la C són les causes de cirrosi, però es propaguen per contacte amb líquids corporals contaminats i aquests eren gairebé desconeguts en l'època de Beethoven. L'hepatitis A, d'altra banda, pot ser contreta a través dels aliments i l'aigua que no es manipula adequadament i era una causa molt comuna en el segle xix, encara que l'hepatitis A no causa cirrosi hepàtica o dany permanent de l'òrgan.
La intoxicació de metalls pesants, com el mercuri, es pensa que és un factor que contribuí a la mort de Beethoven, ja que aquests eren d'ús comú en la medicina de l'època. També s'ha teoritzat que consumia grans quantitats de plom en el vi enfortit il·legalment. Afegir plom al vi era una pràctica molt comuna per endolcir vins barats, i tot i estar penat per la llei en la majoria dels països europeus durant el segle xviii, la prohibició era difícil d'aplicar i la producció de vi amb plom –pràctica que es va originar en l'època romana– va continuar. D'altra banda, no hi ha res que indiqui que el compositor tenia sífilis més enllà d'un tractament de mercuri que li van prescriure al voltant de 1815, tot i que també van ser utilitzats per a altres malalties.
L'autòpsia indica danys en els nervis auditius, així com l'enduriment de les artèries que l'acompanyen, encara que aquest últim sembla coherent amb l'envelliment natural i no un procés inflamatori per sífilis. El cervell de Beethoven va ser descrit com a posseïdor de "plecs" exagerats, un excés de líquid en el crani, i algun engrossiment de les membranes a l'interior del ventricle esquerre. Els erudits creuen que va poder patir algun grau d'atròfia cerebral, tot i que no va mostrar signes de deteriorament cognitiu fins al final. El crani va ser descrit amb una "possessió de gruix inusual".
Els ronyons de Beethoven presentaven creixements calcaris (calcificacions), fet que indica que probablement va anar desenvolupant una necrosi papil·lar renal, un resultat comú en l'abús d'analgèsics. Se sap que ell va utilitzar grans quantitats de medicaments obtinguts a través del seu germà Johann, un farmacèutic. La diabetis és també una causa de necrosi papil·lar, i els experts no han descartat la possibilitat que el compositor patís diabetis mellitus. La seva melsa estava inflamada, el doble de la grandària normal, i tenia hipertensió portal, símptomes consistents amb una insuficiència hepàtica en fase terminal. També sembla haver patit una pancreatitis greu, ja que l'informe descriu el pàncrees com "encongit i fibrós", amb el conducte de sortida molt prim i estret. Havia acumulat grans quantitats de líquid vermellós a l'abdomen, probablement restes d'infeccions bacterianes espontànies barrejades amb una mica de sang. Aquest és possiblement un indicador que en els seus darrers dies van intentar drenar el líquid del seu abdomen, una pràctica que molt sovint provocava infeccions i, fins i tot, la mort del pacient en una època en què no es coneixien els antibiòtics ni la patologia bacteriana.
En els dies immediatament anteriors i posteriors a la seva mort, un nombre de persones, inclosos Anton Schindler i Ferdinand Hiller, van tallar flocs de cabell del cap de Beethoven. La major part de la part del floc que es va quedar Hiller es troba actualment al Centre d'Estudis de Beethoven a la Universitat Estatal de San José. Un dels amics de Beethoven va pensar erròniament que "desconeguts havien tallat tots els seus cabells". De fet, l'aparent falta de pèl era a causa d'una gorra de teixit que cobria el cabell, mentre jeia al llit.
El 28 de març de 1827, es van prendre mides per a fer una màscara mortuòria. El cos es va col·locar en un taüt de roure, i en el cap una corona de roses blanques. Les seves mans sostenien una creu de cera i un [[lliri]].
El 1970, John Spencer Madden, metge i editor de la revista Alcohol and Alcoholism va escriure una anàlisi post mortem. Aquesta anàlisi post mortem es va fer famosa per ser referenciada en un breu assaig còmic fet per l'humorista Alan Coren titulat "Careful, Mr. Beethoven, that was your fifth!" ("Compte, senyor Beethoven, que era el seu cinquè!").

## Funeral

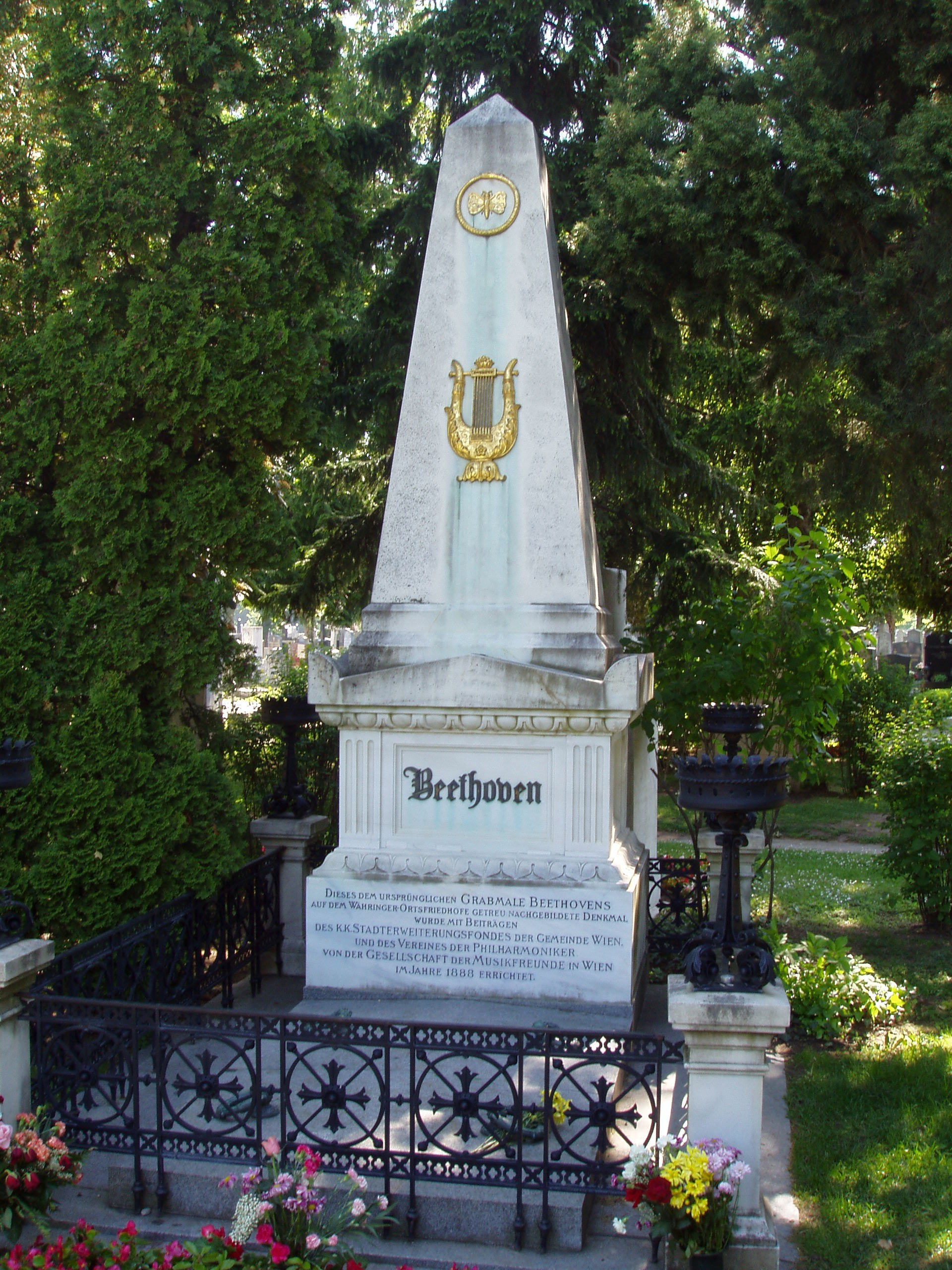
Tomba de Beethoven al Zentralfriedhof de Viena

El funeral es va celebrar el 29 de març de 1827 a l'església parroquial d'Alsergrund, i va ser enterrat al cementiri de Währing, al nord-oest de Viena. Milers de ciutadans van sortir als carrers per seguir la processó. Igual que amb altres grans manifestacions les estimacions varien, amb els testimonis d'informes entre 10.000 i 30.000 espectadors. Els teatres estaven tancats, i molts artistes notables van participar en el seguici fúnebre com a portadors del fèretre o portadors de la torxa, inclosos Johann Nepomuk Hummel, Franz Grillparzer, Carl Czerny i Franz Schubert.
El 1863 el cos de Beethoven (i també el de Schubert, que va ser enterrat a prop) va ser exhumat, estudiat i tornat a enterrar, seguint procediments pagats per la Gesellschaft der Musikfreunde. En aquest moment, els fragments de la part posterior del seu crani, que calia separar durant l'autòpsia, van ser adquirits pel metge austríac Romeo Seligmann, que també es troben ara en el Centre d'Estudis de Beethoven. Les seves restes van ser traslladats l'any 1888 al cementiri de Zentralfriedhof.